# Misumenops temihana
Misumenops temihana is een spinnensoort in de taxonomische indeling van de krabspinnen (Thomisidae).
Het dier behoort tot het geslacht Misumenops. De wetenschappelijke naam van de soort werd voor het eerst geldig gepubliceerd in 2007 door Garb.